# Boneh-ye Ḩājjī
Boneh-ye Ḩājjī (persiska: بنه حاجی) är en ort i Iran.   Den ligger i provinsen Khuzestan, i den centrala delen av landet, 500 km söder om huvudstaden Teheran. Boneh-ye Ḩājjī ligger 146 meter över havet och antalet invånare är 199.
Terrängen runt Boneh-ye Ḩājjī är platt. Runt Boneh-ye Ḩājjī är det ganska tätbefolkat, med 58 invånare per kvadratkilometer. Närmaste större samhälle är Rāmhormoz, 7,0 km norr om Boneh-ye Ḩājjī. Trakten runt Boneh-ye Ḩājjī består till största delen av jordbruksmark.